# Das rote Phantom schlägt zu
Das rote Phantom schlägt zu ist ein italienisch-spanischer Abenteuerfilm mit Einflüssen aus Agenten- und Science-Fiction-Filmen aus dem Jahr 1966 von Nick Nostro. In den Hauptrollen sind Giovanni Cianfriglia, Gérard Tichy und Mónica Randall zu sehen.

## Handlung
Das „rote Phantom“ (der Catcher Gregori) ist ein bisher unbesiegter Wrestler. In einem Wettkampf tritt er gegen „Tiger“ an, der ebenfalls eine unglaubliche Siegesserie vorzeigen kann. Während des Kampfverlaufes stirbt Tiger. Geschockt über den Verlust seines Freundes befindet Gregori sich in einer emotional angespannten Situation. Seine Freundin Lidia kontaktiert ihren gemeinsamen Freund, den Oberst Joseph Kaminski. Dieser heuert das „Phantom“ als Geheimagenten an. Das Phantom besitzt neben seiner übermenschlichen Stärke weitere Fähigkeiten. So ist es in der Lage die Luft bis zu sieben Minuten anzuhalten, extreme Hitze und Kälte zu ertragen, überlebt Stromentladungen von über 2000 Volt und ist dank hoher Heilkräfte immun gegenüber Messer- und Kugelverletzungen.
Das „Rote Phantom“ soll auf eine Geheimorganisation angesetzt werden, die schon mehrere Schiffe überfiel und deren Ladung, Quecksilber und Uran, stahl. Schon bei seinem ersten Einsatz wird das Gregori in der Maske des Phantoms von Handlangern überfallen, die wohl einen Geheimtipp bekamen. Indem er seinen Tod vortäuscht, kann sich das Phantom aus der Situation retten. Er teilt Joseph mit, dass er vermutet, sie hätten ein Spitzel in den eigenen Reihen.
Dank eines Radars, der hohe Radioaktivitäten aufspüren kann, findet das Phantom die Geheimbasis des „teuflischen“ Diabolikus. Dieser verwandelt in einer unterirdischen Festung Quecksilber mit Hilfe der Radioaktivität in reines Gold. Dadurch will er eine weltweite Inflation verursachen. Das Phantom wird gefangen genommen und gefoltert, kann aber fliehen. Währenddessen lässt Diabolikus Lidia gefangen nehmen. Da diese eine Kamera mitführte, findet das Phantom bald in die andere Geheimbasis und kann seine Freundin befreien. Schon bald strömen Regierungstruppen in die Basis und der fliehende Diabolikus kommt bei einer von ihm verursachten Atomexplosion ums Leben.

## Kritik
„Ein Superhelden-Film der schlechtesten Art aus dem Jahr 1966. [...]“

„Ein dem Comic strip entsprungener Supermann namens ‚Das rote Phantom‘ zerstört die Welteroberungspläne eines zwischen Genie und Wahnsinn schwankenden Wissenschaftlers. Flapsig inszeniertes Spionageabenteuer.“

Der Film wurde überwiegend negativ aufgenommen. Die Darstellung des maskierten Phantoms wird spaßeshalber als falsche Übersetzung des Wortes Comic in komisch interpretiert. Auch der Grund des Phantoms, sich als Agent durchzuschlagen (um sich wegen des Mordes an seinen Freund Tiger während eines Kampfes abzulenken), wird als unglaubwürdig bewertet, da das Phantom als Agent viele Handlanger ermordet. So wird es charakterlich als „nominell auf der Seite des Guten stehen(d), doch wie ihn der Film schildert, ist er nichts anderes als ein ziemlich mordgeiler Psychopath“ beschrieben. Lobende Worte wurden für die Action gefunden.

## Trivia
- Der Film wurde am 1. Mai 2020 auf Tele 5 als Teil des Sendeformats Die schlechtesten Filme aller Zeiten ausgestrahlt.